# Гобетти, Паоло
Паоло Гобетти (1925—1995) — итальянский партизан, кинорежиссер, журналист.

## Биография
Паоло Гобетти — сын издателя-антифашиста Пьеро Гобетти и Ады Просперо. Паоло потерял отца будучи еще младенцем. В сентябре 1943 г. принимал участие в Итальянском Сопротивлении вместе с матерью в группе «Справедливость и Свобода».
Движение Сопротивления сильно повлияло на его жизнь. Впоследствии Паоло начнёт свою кинокарьеру как критик и документалист.
На всю жизнь Паоло сохранит свою любовь к горам, которая сыграла ему на руку во время партизанских восстаний, и которой затем он посвятит все свои физические и интеллектуальные силы, практикуя альпинизм и спелеологию.

## Кинокритика
После войны Паоло начинает интересоваться кино и работает кинокритиком в пьемонтском издании «l’Unità» с 1948 по 1956 г. Затем становится главным редактором журнала Cinema Nuovo, где работает с 1956 по 1958 г. В 1959 году основывает свой журнал «Il nuovo spettatore cinematografico — rassegna mensile dei film di oggi e di ieri» («Новый кинозритель — ежемесячный обзор современных фильмов и фильмов прошлого»), который издавался до 1963 года. В 1979 году журнал снова выходит но под новым названием «Il Nuovo spettatore — Cinema, video, televisione e storia» («Новый зритель — Кино, видео, телевидение и история») и продолжает издаваться после его смерти. В начале 60-х годов Паоло переводит с английского на итальянский ряд важных текстов по истории и теории кино.

## Начало кинокарьеры
В 1950 году для итальянской коммунистической партии Паоло Гобетти снимает свой первый короткометражный фильм под названием «Avanti nel grande partito» («Вперед с великой партией»). В 1962 году вместе со своей женой Карлой Гобетти снимает фильм «Scioperi a Torino» («Забастовки в Турине») о забастовках на производствах Lancia, Michelin, FIAT 1962 года.

## Основание «Ancr»
В 1966 году Паоло Гобетти становится одним из основателей Национального киноархива Итальянского Сопротивления (Archivio nazionale cinematografico della Resistenza), созданного с целью сохранения изображений, свидетельств и кинофильмов, относящихся к Итальянскому Сопротивлению, антифашизму и истории XX века.
В 1975 году вместе с Джузеппе Риссо (Giuseppe Risso) Паоло Гобетти снимает два фильма, с применением монтажа: «Lotta partigiana» («Партизанская борьба») и «Dalla marcia su Roma»(«О марше в Риме»). Речь идёт о двух видео-лекциях, где был применен новый способ отображения документальных фильмов, а именно: строгое использование киноисточников и разноготолых интервью вместо голоса анонимного спикера.

## Главные труды режиссера
Исследовательская работа, которую Паоло Гобетти вёл с середины 70-х годов, собирая многочисленные интервью военных анархистов, участвующих в Гражданской войне в Испании, привела к созданию необычного видео-архива, включавшего более 300 часов видеоматериала.
В фильме «Cudine 17 novembre 1944» рассказывается о массовом избиении партизан и бывших карабинеров нацистами в Пьемонте.
Фильмы Le prime bande (1983), La Bahìo — festa di una valle occitana (1987) представляют собой исследование в русле визуальной антропологии.
В 1987 году на основе документов свидетельств и видеоматериалов Дона Поллародо (Don Pollarodo) был снят фильм «La battaglia di Pertuso».
Одной из значимых работ режиссера является фильм «Racconto interrotto» («Прерванный рассказ») 1992 года, основанный на рассказах о его отце — Пьеро Гобетти, которые Паоло Гобетти собирал долгие годы. Полнометражный фильм о зарождении Сопротивления Le prime bande 1983 года представляет собой ряд интервью, взятых у главных героев и преимущественно снятых в тех местах, где герои проводили время, будучи партизанами.
С 1980 года Паоло Гобетти снимает несколько программ. Одним из первых проектов (совместно с Джанни Рондолино) дидактического характера был «Come la cinepresa può documentare la Storia» («Как кинокамера может запечатлеть Историю»). Это был курс истории для учителей, рассказывающий о фашизме, антифашизме, Сопротивлении и рабочем движении.

## Фестивали и кинопоказы
Паоло Гобетти участвовал в организации множества фестивалей и кинопоказов, например, такими как — кинопоказ фильмов о войне и их режиссерах или кинопоказ фильмов о Гражданской войне в Испании для Венецианского кинофестиваля 1976 года. Также работал над фестивалем Cinema Italiano Anno per Anno (Итальянское кино год за годом), где на примере фильмов, вышедших в тот или иной год, зрителю предлагалось выделить разные культурные и поведенческие модели итальянского общества того времени.
С 1992 по 1996 год Паоло Гобетти совместно с Ancr сосредотачивается на пятидесятилетии со времен итальянского Сопротивления.

## Смерть
Паоло Гобетти умер 25 ноября 1995 года в Турине в результате болезни.

## Фильмы
- Scioperi a Torino (1962)
- Lotta partigiana (1975)
- Dalla marcia su Roma a piazzale Loreto (1975)
- Un’altra Italia nelle bandiere dei lavoratori (1980)
- Spagna 1936/1937 (1980)
- La Bahio-Festa di una valle occitana (1982)
- Lotte contadine in Basilicata (1982)
- Le barricate di Parma (1983)
- Lu Viol (1983)
- Memoria operaia-Torino 1900/1917 (1983/87)
- L’occupazione delle fabbriche (1983/87)
- Le prime bande (1984)
- Incontri (1985)
- Como libera: il film e la memoria (1986)
- La battaglia di Pertuso (1987)
- Al tempo delle scale (1987)
- Scuola con Berhautl (1987)
- Gli occhi del tigre (1988)
- Spagna anni 30 (1990)
- Incontro con Mario Soldati (1992)
- Work in progress (1992)
- Alla ricerca di Piero Gobetti (1992)
- Nde mac via fieuj (1992)
- Dall’esercito alle prime bande (1992)
- Ritratti di partigiani nelle valli di Lanzo (1993)
- Il ponte della memoria (1993)
- Alda Bianco, ritratto di una staffetta parigina (1993)
- Aleph-taw: memoria dello sterminio (1993)
- La battaglia della ferrovia (1993)
- Sparare a vista su sovversivo Agosti (1993)
- La frusta teatrale (1993)
- Non c'è tenente né capitano… (1994)
- Coraggio quotidiano (1994)
- Chichero (1994)
- Le stagioni della resistenza in 10 quadri e un prologo (1995)
- Giudizio di Norimberga (1995)
- Dybbuk: memoria dei campi (1996)
- Cinecronache partigiane (1996)
- Antonio Gramsci: gli anni torinesi (1998)